# Taekwondo na OI 2012.
Taekwondo na OI 2012. u Londonu održavao se od 8. do 5. kolovoza u dvorani ExCeL u Londonu

## Osvajači odličja

### Muškarci
| Kategorija | Zlato                          | Srebro                        | Bronca                                 |
| 58 kg      | Joel González Španjolska       | Lee Dae-Hoon Južna Koreja     | Aleksej Denisenko Rusija               |
| 58 kg      | Joel González Španjolska       | Lee Dae-Hoon Južna Koreja     | Óscar Muñoz Kolumbija                  |
| 68 kg      | Servet Tazegül Turska          | Mohammad Bagheri Motamed Iran | Terrence Jennings SAD                  |
| 68 kg      | Servet Tazegül Turska          | Mohammad Bagheri Motamed Iran | Rohullah Nikpai Afganistan             |
| 80 kg      | Sebastián Crismanich Argentina | Nicolás García Španjolska     | Lutalo Muhammad Ujedinjeno Kraljevstvo |
| 80 kg      | Sebastián Crismanich Argentina | Nicolás García Španjolska     | Mauro Sarmiento Italija                |
| 80+ kg     | Carlo Molfetta Italija         | Anthony Obame Gabon           | Robelis Despaigne Kuba                 |
| 80+ kg     | Carlo Molfetta Italija         | Anthony Obame Gabon           | Liu Xiaobo NR Kina                     |

### Žene
| Kategorija | Zlato                             | Srebro                         | Bronca                        |
| 49 kg      | Wu Jingyu NR Kina                 | Brigitte Yagüe Španjolska      | Chanatip Sonkham Tajland      |
| 49 kg      | Wu Jingyu NR Kina                 | Brigitte Yagüe Španjolska      | Lucija Zaninović Hrvatska     |
| 57 kg      | Jade Jones Ujedinjeno Kraljevstvo | Hou Yuzhuo NR Kina             | Marlène Harnois Francuska     |
| 57 kg      | Jade Jones Ujedinjeno Kraljevstvo | Hou Yuzhuo NR Kina             | Tseng Li-Cheng Republika Kina |
| 67 kg      | Hwang Kyung-Seon Južna Koreja     | Nur Tatar Turska               | Paige McPherson SAD           |
| 67 kg      | Hwang Kyung-Seon Južna Koreja     | Nur Tatar Turska               | Helena Fromm Njemačka         |
| 67+ kg     | Milica Mandić Srbija              | Anne-Caroline Graffe Francuska | Anastasija Barjšnikova Rusija |
| 67+ kg     | Milica Mandić Srbija              | Anne-Caroline Graffe Francuska | María Espinoza Meksiko        |